# Chlorek żelaza(III)
Chlorek żelaza(III) (chlorek żelazowy), FeCl3 – nieorganiczny związek chemiczny, sól kwasu solnego i żelaza na III stopniu utlenienia.

## Właściwości chemiczne i fizyczne
Chlorek żelaza(III) ma stosunkowo niską temperaturę topnienia (307,6 °C) i wrze w temperaturze około 316 °C. Para składa się z dimeru Fe2Cl6, który dysocjuje w monomeryczny FeCl3 w wyższej temperaturze.
Jest silnie higroskopijnym krystalicznym ciałem stałym. Bezwodny ma barwę zieloną (w świetle odbitym), w świetle przechodzącym – barwę czerwoną. Heksahydrat jest żółtopomarańczowy.
W roztworach wodnych ulega hydrolizie, w wyniku czego jego roztwory mają barwę czerwonobrązową i odczyn kwasowy:
FeCl
3 + 7H
2O  ⇄  [Fe(H
2O)
5OH]2+
 + 3Cl−
 + H
3O+
  ⇄  [Fe(H
2O)
4(OH)
2]+
 + 3Cl−
 + 2H
3O+

W praktyce hydrolizę powstrzymuje się przez dodanie do roztworu kwasu solnego (5% wagowo).
Jest kwasem Lewisa i w takiej roli jest wykorzystywany jako katalizator kwasowy.

## Otrzymywanie
Metody otrzymywania:
- nasycanie chlorem wodnego roztworu chlorku żelaza(II)[potrzebny przypis]:

2FeCl2 + Cl2 → 2FeCl3
- synteza z pierwiastków (ogrzewanie żelaza z chlorem)[3]:

2Fe + 3Cl2 → 2FeCl3
- utlenianie chlorku żelaza(II) dwutlenkiem siarki w kwasie solnym[potrzebny przypis]:

4FeCl2 + SO2 + 4HCl → 4FeCl3 + S + 2H2O

## Zastosowanie
Przykładowe zastosowania:
- W hutnictwie do przerobu rud miedziowych i srebrowych.
- Przy oczyszczaniu ścieków i uzdatnianiu wody pitnej jako koagulant.
- W farbiarstwie jako zaprawa.
- Stosowany do wytrawiania płytek PCB.
- Jako reagent osuszający w niektórych reakcjach chemicznych.
- Jako katalizator w reakcji etenu z chlorem (jako związek pośredni powstaje dichloroeten) w procesie otrzymywania chlorku winylu, będącego monomerem do produkcji PCW.
- Jako wywoływacz dla atramentu sympatycznego dla tekstów pisanych kwasem salicylowym.
- W analizie chemicznej leków do wykrywania fenoli (FeCl3 tworzy z nimi barwne związki kompleksowe)[5].

## Szkodliwość
Jest szkodliwy i żrący. Powoduje podrażnienie skóry i poważne uszkodzenia oczu. Pracując z nim należy stosować osłonę oczu lub twarzy. W razie kontaktu ze skórą zmyć dużą ilością wody. W przypadku dostania się do oczu płukać wodą przez kilka minut, wezwać pomoc medyczną. W przypadku połknięcia skontaktować się z lekarzem w przypadku złego samopoczucia.